# Puchar Świata w Piłce Siatkowej Mężczyzn 2003
Puchar Świata w piłce siatkowej mężczyzn w 2003 odbył się w dniach 16–30 listopada w Japonii. Był jedną z kwalifikacji do Igrzysk Olimpijskich w Atenach w 2004. Turniej wygrała Brazylia, przed Włochami oraz Serbią i Czarnogórą. Wszystkie te drużyny wywalczyły kwalifikację olimpijską. MVP został Takahiro Yamamoto.

## Uczestnicy
W turnieju brało udział 12 reprezentacji: Japonia (gospodarz), mistrzowie i wicemistrzowie turniejów kontynentalnych 4 konfederacji (Azji, Europy, Ameryki Południowej i Północnej), mistrz Afryki oraz dwa zespoły zaproszone przez FIVB oraz organizatora (Serbia i Czarnogóra oraz Egipt).
| Turniej                         | Data                | Miasto   | Państwo | Zakwalifikowane zespoły  |
| ------------------------------- | ------------------- | -------- | ------- | ------------------------ |
| Mistrzostwa Afryki              | 1–10 sierpnia 2003  | Kair     | Egipt   | Tunezja                  |
| Mistrzostwa Azji                | 5–12 września 2003  | Tiencin  | Chiny   | Korea Południowa Chiny   |
| Mistrzostwa Europy              | 6–14 września 2003  | Berlin   | Niemcy  | Włochy Francja           |
| Mistrzostwa Ameryki Północnej   | 25–30 września 2003 | Culiacán | Meksyk  | Stany Zjednoczone Kanada |
| Mistrzostwa Ameryki Południowej | 11–14 września 2003 | Santiago | Chile   | Brazylia Wenezuela       |

## Hale sportowe
| Runda | Grupa A                 | Grupa B                      |
| ----- | ----------------------- | ---------------------------- |
| 1°    | National Yoyogi Stadium | White Ring (Nagano Arena)    |
| 2°    | Hiroshima Green Arena   | Hamamatsu Arena              |
| 3°    | Marine Messe Fukuoka    | Okayama Momotaro Arena       |
| 4°    | National Yoyogi Stadium | Tokyo Metropolitan Gymnasium |

## Wyniki

### 1° runda

#### Tokio (National Yoyogi Stadium)
| Data  | Drużyna 1           | Wynik | Drużyna 2           | 1     | 2     | 3     | 4     | 5     | * |
| ----- | ------------------- | ----- | ------------------- | ----- | ----- | ----- | ----- | ----- | - |
| 16.11 | Chiny               | 0:3   | Serbia i Czarnogóra | 16:25 | 16:25 | 24:26 |       |       |   |
| 16.11 | Kanada              | 0:3   | Stany Zjednoczone   | 17:25 | 17:25 | 17:25 |       |       |   |
| 16.11 | Japonia             | 3:0   | Egipt               | 25:20 | 25:17 | 25:23 |       |       |   |
| 17.11 | Egipt               | 0:3   | Kanada              | 22:25 | 16:25 | 20:25 |       |       |   |
| 17.11 | Serbia i Czarnogóra | 3:0   | Stany Zjednoczone   | 26:24 | 25:21 | 25:22 |       |       |   |
| 17.11 | Japonia             | 3:1   | Chiny               | 23:25 | 25:21 | 25:18 | 25:20 |       |   |
| 18.11 | Stany Zjednoczone   | 3:1   | Chiny               | 23:25 | 25:20 | 25:20 | 25:19 |       |   |
| 18.11 | Serbia i Czarnogóra | 3:1   | Egipt               | 28:30 | 25:18 | 25:21 | 25:12 |       |   |
| 18.11 | Kanada              | 2:3   | Japonia             | 21:25 | 16:25 | 27:25 | 25:20 | 13:15 |   |

#### Nagano (White Ring)
| Data  | Drużyna 1        | Wynik | Drużyna 2        | 1     | 2     | 3     | 4     | 5     | * |
| ----- | ---------------- | ----- | ---------------- | ----- | ----- | ----- | ----- | ----- | - |
| 16.11 | Włochy           | 3:0   | Tunezja          | 25:16 | 25:13 | 25:23 |       |       |   |
| 16.11 | Francja          | 3:0   | Wenezuela        | 25:23 | 25:21 | 25:21 |       |       |   |
| 16.11 | Korea Południowa | 0:3   | Brazylia         | 21:25 | 19:25 | 17:25 |       |       |   |
| 17.11 | Tunezja          | 0:3   | Korea Południowa | 19:25 | 20:25 | 26:28 |       |       |   |
| 17.11 | Wenezuela        | 0:3   | Włochy           | 21:25 | 15:25 | 15:25 |       |       |   |
| 17.11 | Francja          | 1:3   | Brazylia         | 26:24 | 21:25 | 20:25 | 22:25 |       |   |
| 18.11 | Brazylia         | 3:0   | Wenezuela        | 25:19 | 25:16 | 25:20 |       |       |   |
| 18.11 | Francja          | 3:2   | Tunezja          | 23:25 | 23:25 | 25:18 | 25:21 | 18:16 |   |
| 18.11 | Włochy           | 3:1   | Korea Południowa | 25:18 | 21:25 | 25:18 | 25:21 |       |   |

### 2° runda

#### Hiroshima (Hiroshima Green Arena)
| Data  | Drużyna 1           | Wynik | Drużyna 2           | 1     | 2     | 3     | 4     | 5     | * |
| ----- | ------------------- | ----- | ------------------- | ----- | ----- | ----- | ----- | ----- | - |
| 20.11 | Serbia i Czarnogóra | 3:1   | Kanada              | 25:14 | 23:25 | 25:20 | 26:24 |       |   |
| 20.11 | Egipt               | 0:3   | Chiny               | 22:25 | 20:25 | 29:31 |       |       |   |
| 20.11 | Stany Zjednoczone   | 3:1   | Japonia             | 19:25 | 25:14 | 25:23 | 25:19 |       |   |
| 21.11 | Stany Zjednoczone   | 3:1   | Egipt               | 25:22 | 25:19 | 22:25 | 25:14 |       |   |
| 21.11 | Chiny               | 2:3   | Kanada              | 23:25 | 26:24 | 36:34 | 22:25 | 13:15 |   |
| 21.11 | Japonia             | 1:3   | Serbia i Czarnogóra | 25:21 | 18:25 | 22:25 | 20:25 |       |   |

#### Hamamatsu (Hamamatsu Arena)
| Data  | Drużyna 1        | Wynik | Drużyna 2        | 1     | 2     | 3     | 4     | 5 | * |
| ----- | ---------------- | ----- | ---------------- | ----- | ----- | ----- | ----- | - | - |
| 20.11 | Korea Południowa | 3:1   | Francja          | 20:25 | 25:23 | 25:23 | 25:21 |   |   |
| 20.11 | Tunezja          | 0:3   | Wenezuela        | 23:25 | 21:25 | 22:25 |       |   |   |
| 20.11 | Brazylia         | 3:1   | Włochy           | 25:18 | 26:24 | 20:25 | 25:22 |   |   |
| 21.11 | Włochy           | 3:0   | Francja          | 25:22 | 26:24 | 25:20 |       |   |   |
| 21.11 | Wenezuela        | 1:3   | Korea Południowa | 21:25 | 22:25 | 25:23 | 24:26 |   |   |
| 21.11 | Brazylia         | 3:0   | Tunezja          | 25:17 | 25:16 | 25:11 |       |   |   |

### 3° runda

#### Fukuoka (Marine Messe Fukuoka)
| Data  | Drużyna 1           | Wynik | Drużyna 2        | 1     | 2     | 3     | 4     | 5     | * |
| ----- | ------------------- | ----- | ---------------- | ----- | ----- | ----- | ----- | ----- | - |
| 23.11 | Stany Zjednoczone   | 3:0   | Tunezja          | 25:13 | 25:17 | 25:22 |       |       |   |
| 23.11 | Serbia i Czarnogóra | 3:0   | Korea Południowa | 27:25 | 25:20 | 26:24 |       |       |   |
| 23.11 | Japonia             | 0:3   | Wenezuela        | 20:25 | 18:25 | 23:25 |       |       |   |
| 24.11 | Stany Zjednoczone   | 3:0   | Korea Południowa | 25:20 | 25:20 | 25:17 |       |       |   |
| 24.11 | Serbia i Czarnogóra | 3:0   | Wenezuela        | 25:23 | 25:22 | 25:18 |       |       |   |
| 24.11 | Japonia             | 2:3   | Tunezja          | 25:23 | 25:22 | 22:25 | 21:25 | 10:15 |   |
| 25.11 | Serbia i Czarnogóra | 3:0   | Tunezja          | 25:16 | 25:14 | 25:21 |       |       |   |
| 25.11 | Stany Zjednoczone   | 3:0   | Wenezuela        | 28:26 | 25:16 | 25:23 |       |       |   |
| 25.11 | Japonia             | 0:3   | Korea Południowa | 22:25 | 13:25 | 23:25 |       |       |   |

#### Okayama (Okayama Momotaro Arena)
| Data  | Drużyna 1 | Wynik | Drużyna 2 | 1     | 2     | 3     | 4     | 5 | * |
| ----- | --------- | ----- | --------- | ----- | ----- | ----- | ----- | - | - |
| 23.11 | Włochy    | 3:0   | Kanada    | 25:22 | 25:19 | 25:20 |       |   |   |
| 23.11 | Brazylia  | 3:1   | Chiny     | 25:21 | 25:20 | 23:25 | 25:18 |   |   |
| 23.11 | Francja   | 3:0   | Egipt     | 25:15 | 25:23 | 25:15 |       |   |   |
| 24.11 | Brazylia  | 3:0   | Kanada    | 25:13 | 25:17 | 25:14 |       |   |   |
| 24.11 | Włochy    | 3:0   | Egipt     | 25:16 | 25:16 | 25:17 |       |   |   |
| 24.11 | Francja   | 3:1   | Chiny     | 25:16 | 25:14 | 24:26 | 25:19 |   |   |
| 25.11 | Włochy    | 3:0   | Chiny     | 25:15 | 25:15 | 25:20 |       |   |   |
| 25.11 | Brazylia  | 3:0   | Egipt     | 25:20 | 25:20 | 25:13 |       |   |   |
| 25.11 | Francja   | 3:0   | Kanada    | 25:19 | 25:20 | 25:16 |       |   |   |

### 4° runda

#### Tokio (National Yoyogi Stadium)
| Data  | Drużyna 1           | Wynik | Drużyna 2 | 1     | 2     | 3     | 4     | 5 | * |
| ----- | ------------------- | ----- | --------- | ----- | ----- | ----- | ----- | - | - |
| 28.11 | Stany Zjednoczone   | 0:3   | Włochy    | 12:25 | 27:29 | 22:25 |       |   |   |
| 28.11 | Serbia i Czarnogóra | 1:3   | Brazylia  | 25:23 | 21:25 | 21:25 | 21:25 |   |   |
| 28.11 | Japonia             | 0:3   | Francja   | 23:25 | 18:25 | 21:25 |       |   |   |
| 29.11 | Stany Zjednoczone   | 0:3   | Brazylia  | 20:25 | 21:25 | 23:25 |       |   |   |
| 29.11 | Serbia i Czarnogóra | 1:3   | Francja   | 18:25 | 22:25 | 25:21 | 19:25 |   |   |
| 29.11 | Japonia             | 1:3   | Włochy    | 21:25 | 25:27 | 27:25 | 20:25 |   |   |
| 30.11 | Serbia i Czarnogóra | 3:1   | Włochy    | 25:18 | 21:25 | 30:28 | 25:22 |   |   |
| 30.11 | Stany Zjednoczone   | 3:1   | Francja   | 25:19 | 20:25 | 26:24 | 28:26 |   |   |
| 30.11 | Japonia             | 0:3   | Brazylia  | 17:25 | 20:25 | 16:25 |       |   |   |

#### Tokio (Tokyo Metropolitan Gymnasium)
| Data  | Drużyna 1        | Wynik | Drużyna 2 | 1     | 2     | 3     | 4     | 5     | * |
| ----- | ---------------- | ----- | --------- | ----- | ----- | ----- | ----- | ----- | - |
| 28.11 | Wenezuela        | 3:1   | Chiny     | 23:25 | 25:22 | 28:26 | 25:20 |       |   |
| 28.11 | Tunezja          | 0:3   | Kanada    | 23:25 | 20:25 | 20:25 |       |       |   |
| 28.11 | Korea Południowa | 2:3   | Egipt     | 20:25 | 25:21 | 25:18 | 23:25 | 11:15 |   |
| 29.11 | Wenezuela        | 1:3   | Kanada    | 21:25 | 25:23 | 20:25 | 21:25 |       |   |
| 29.11 | Tunezja          | 3:1   | Egipt     | 25:20 | 25:19 | 23:25 | 25:16 |       |   |
| 29.11 | Korea Południowa | 3:0   | Chiny     | 25:19 | 25:21 | 26:24 |       |       |   |
| 29.11 | Wenezuela        | 3:1   | Egipt     | 31:29 | 25:23 | 22:25 | 25:21 |       |   |
| 29.11 | Tunezja          | 1:3   | Chiny     | 17:25 | 26:24 | 25:27 | 29:31 |       |   |
| 29.11 | Korea Południowa | 2:3   | Kanada    | 30:28 | 24:26 | 25:20 | 25:27 | 13:15 |   |

## Tabela
| Lp. | Drużyna             | Pkt | Mecze | Mecze | Mecze | Sety | Sety | Sety  | Małe punkty | Małe punkty | Małe punkty |
| Lp. | Drużyna             | Pkt | M     | W     | P     | wyg. | prz. | ratio | zdob.       | str.        | ratio       |
| --- | ------------------- | --- | ----- | ----- | ----- | ---- | ---- | ----- | ----------- | ----------- | ----------- |
| 1   | Brazylia            | 22  | 11    | 11    | 0     | 33   | 4    | 8.250 | 916         | 720         | 1.272       |
| 2   | Włochy              | 20  | 11    | 9     | 2     | 29   | 8    | 3.625 | 910         | 762         | 1.194       |
| 3   | Serbia i Czarnogóra | 20  | 11    | 9     | 2     | 29   | 10   | 2.900 | 951         | 842         | 1.129       |
| 4   | Stany Zjednoczone   | 19  | 11    | 8     | 3     | 23   | 13   | 1.769 | 883         | 794         | 1.112       |
| 5   | Francja             | 18  | 11    | 7     | 4     | 24   | 16   | 1.500 | 950         | 868         | 1.094       |
| 6   | Korea Południowa    | 16  | 11    | 5     | 6     | 20   | 20   | 1.000 | 909         | 915         | 0.993       |
| 7   | Kanada              | 16  | 11    | 5     | 6     | 18   | 23   | 0.783 | 883         | 954         | 0.926       |
| 8   | Wenezuela           | 15  | 11    | 4     | 7     | 14   | 23   | 0.609 | 832         | 893         | 0.932       |
| 9   | Japonia             | 14  | 11    | 3     | 8     | 14   | 27   | 0.519 | 879         | 948         | 0.927       |
| 10  | Chiny               | 13  | 11    | 2     | 9     | 13   | 28   | 0.464 | 898         | 1012        | 0.887       |
| 11  | Tunezja             | 13  | 11    | 2     | 9     | 9    | 30   | 0.300 | 803         | 932         | 0.862       |
| 12  | Egipt               | 12  | 11    | 1     | 10    | 7    | 32   | 0.219 | 787         | 961         | 0.819       |

Źródło: the-sport.org
Punktacja: zwycięstwo – 2 pkt; porażka – 1 pkt
Zasady ustalania kolejności: 1. liczba punktów; 2. stosunek setów; 3. stosunek małych punktów; 4. bilans w bezpośrednich meczach
     awans na Igrzyska Olimpijskie 2004

## Nagrody indywidualne
| MVP               | Najlepszy punktujący | Najlepszy blokujący | Najlepszy atakujący | Najlepszy zagrywający | Najlepszy rozgrywający | Najlepszy libero |
| ----------------- | -------------------- | ------------------- | ------------------- | --------------------- | ---------------------- | ---------------- |
| Takahiro Yamamoto | Takahiro Yamamoto    | Andrija Gerić       | Giovane Gávio       | Andrea Sartoretti     | Nikola Grbić           | Sérgio           |

| Nagroda specjalna |
| ----------------- |
| Usami Daisuke     |